# George Barnard
Pour les articles homonymes, voir Barnard.
George Barnard est un  ornithologue et un entomologiste britannique, né le 30 mars 1831 à Chislehurst et mort le 11 mars 1894 à Launceston.
Il possède une belle collection qui est acquise par le Muséum de Tring de Londres.

## Source
- Anthony Musgrave (1932). Bibliography of Australian Entomology, 1775-1930, with biographical notes on authors and collectors, Royal Zoological Society of News South Wales (Sydney) : viii + 380.